# Wladimir Michailowitsch Smirnow (Politiker)

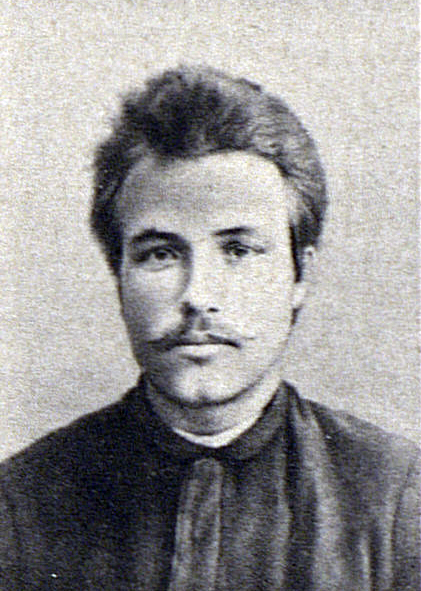
Wladimir Michailowitsch Smirnow (1917)

Wladimir Michailowitsch Smirnow (russisch Владимир Михайлович Смирнов; * 1887; † 1937) war ein sowjetischer Politiker.

## Leben
Smirnow studierte Ökonomie und schloss sich 1907 den Bolschewiki an. 1917 war er einer der Anführer der Revolution in Moskau. Nach der Oktoberrevolution gehörte er zunächst dem Präsidium des Obersten Volkswirtschaftsrates an. 1918 war er ein Gegner des Friedensvertrags von Brest-Litowsk. Während des Bürgerkriegs war er Kommissar in der Roten Armee. Im Jahr 1919 war er Sprecher der Militäropposition auf dem zehnten Parteitag. Später gehörte er zu den Wortführern der „Dezisten“.
Smirnow war in den 1920er Jahren in der Wirtschaftsverwaltung tätig. 1923 gehörte er zu den Unterzeichnern der Erklärung der Sechsundvierzig. 1927 wurde er wie alle Oppositionsführer ausgeschlossen und kurz darauf verbannt. Er starb in Workuta und wurde später nicht rehabilitiert.